# Деконструкция

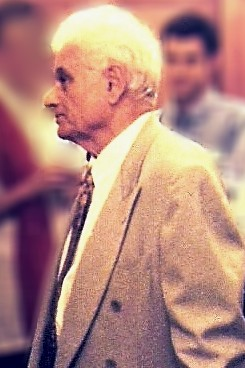
Жак Деррида, создавший концепцию деконструкции.

Деконстру́кция (от лат. de- «сверху вниз; обратно» + constructio «сооружение; осмысление») — понятие современной философии и искусства, означающее понимание посредством разрушения стереотипа или включения в новый контекст.
Исходит из предпосылки, что смысл конструируется в процессе прочтения, а привычное представление либо лишено глубины (тривиально), либо навязано репрессивной инстанцией автора. Поэтому необходима провокация, инициирующая мысль и освобождающая скрытые смыслы текста, не контролируемые автором. Концепцию деконструкции разработал Жак Деррида, однако она восходит к понятию деструкции Хайдеггера — отрицания традиции истолкования с целью выявления сокрытий смысла. Понятие деконструкции было усилено психоаналитическими, дзэн-буддистскими и марксистскими аллюзиями.

## Теория деконструкции Ж.Деррида

### «О грамматологии»
Деконструкция - в конечном счете - не является ни методической, ни теоретической процедурой. В своей возможности, как и во всегда складывавшем её опыте невозможности, она никогда не является чуждой событию - просто-напросто прибытию того, что наступает. Некоторые советские философы говорили мне в Москве несколько лет назад: лучший перевод для термина перестройка - это всё-таки "деконструкция".
Концепция деконструкции представлена Ж. Деррида в его программной работе «О грамматологии», вышедшей в 1967 году.
Деррида критикует традиционную европейскую философию за её логоцентризм — структурирование мысли вокруг центрального элемента (в данном случае — слова или звука) и вытеснение из сферы познаваемого элементов, оказывающихся не-мыслью, не-мыслимым. Логоцентризм предполагает самодостаточность любых смысловых единиц, в то время как Деррида утверждает, что символы всегда отсылают к другим символам, существуя только в системе связей друг с другом, и отрицает их стабильность и универсальность.
Логоцентризм обуславливает существование бинарных оппозиций (формально-логических, мифологических, диалектических), составляющих основу европейского мышления и придающих ему иерархичность, так как одна из них непременно превалирует (добро и зло, рациональность и эмоции и т. д.). Задача деконструкции — проанализировать такую оппозицию и уравнять в правах оба компонента. На следующем этапе проблема рассматривается на таком уровне, где важна становится не сама оппозиция, но возможность или невозможность её существования. Одно из заблуждений логоцентризма как метафизики присутствия — позиционирование настоящего над прошлым. Этот тезис во многом базируется на работе М. Хайдеггера «Бытие и время», где рассматривается связь между феноменом «присутствия», историей и историографией.
Деконструкция — это механический разбор на составные части и анализ их происхождения с целью понять, как работает целое. В случае текста — выявление противоречий между логикой и риторикой, между смыслом, содержащимся в тексте, и тем, что его (текст) вынуждает означать язык-посредник. Это своеобразная игра текста против смысла и выяснение степени самостоятельности языка по отношению к смысловому наполнению.
В своей работе Деррида оперирует рядом им же введённых терминов: наличие (присутствие), логоцентризм, метафизика, след, различие, письмо, восполнение.
Концепцию деконструкции Деррида применяет и на собственном тексте.

 Для Деррида главное — не итоговая картина, а процесс работы: ему важно, чтобы вязкая толща языка-посредника, в которой барахтается человек, не затвердела, и он старается разбить её трещинами, расчленить и перерасчленить. От этого — намеренная парадоксальность его терминологии: «след» (неизвестно чего), «письмо» до языка (потому что сквозь толщу посредников звучащая речь не доходит, и письменная становится важнее); от него же — демонстративная нестандартность стиля, напряжённо стремящегося выговорить языком нечто отрицающее язык.— Автономова Н. С. Деррида и грамматология

#### Шаги
- Различение — нахождение бинарной оппозиции из главного понятия и его антипода. Например, различие трансцендентального и эмпирического в «Критике чистого разума» Канта.
- Инверсия — переворот, замена главного понятия на антипод.

### Другие работы Деррида
Помимо «О грамматологии» Деррида опубликовал несколько напрямую связанных с ней работ, расширяя или иллюстрируя действие концепции деконструкции. Среди них «Письмо и различие», «Голос и феномен», «Поля философии».

## Развитие концепции

### Концепция деконструкции
Теория деконструкции чрезвычайно важна в условиях постмодерна, в котором меняется само понятие текста, а язык из инструмента превращается в самостоятельное действующее лицо. Деконструктивистский подход предполагает смещение фокуса с явного содержания текста на язык-посредник, выявление маловероятных деталей, маргиналий, которые раскрывают, «выдают» текст.
В более широком смысле деконструкция ассоциируется с критическим переосмыслением литературных, философских, исторических и других канонов.
В Европе деконструкция являлась реакцией на структурализм и легла в основу многих постструктуралистских подходов.
В качестве одного из способа разрушения стереотипа может рассматриваться такой литературный приём, как остранение —термин введён Виктором Шкловским еще в 1916 году, имеющий целью вывести читателя «из автоматизма восприятия».
В 1970-е годы деконструкция использовалась преимущественно в философии и литературной критике.
В 1980-е годы деконструкция нашла применение во многих радикальных подходах в различных областях гуманитарных и социальных наук: юриспруденция, антропология, историография, психоанализ, архитектура, теология, феминизм, квир-исследования, политическая теория и теория кино.
Теория деконструкции легла в основу школ левого деконструктивизма, герменевтического деконструктивизма и феминистской критики.

### Деконструкция в литературной критике и историографии
В конце 1960-х — начале 1980-х годов концепция деконструкции активно развивалась в США представителями группы, впоследствии известной как Йельская школа. Среди её представителей — Поль де Ман, Джон Хиллис Миллер, Джеффри Хартман и др. Применительно к литературной критике деконструкция означала субъективность восприятия художественного текста и абсолютную независимость интерпретации от текста и наоборот. Мысль о самостоятельности текста по отношению к автору, его биографии и намерениям развивает Р. Барт в эссе 1967 года «Смерть автора».
Деконструктивистский подход кардинально изменил историографию, привнеся в неё элемент постмодернизма. Алан Манслоу в труде «Деконструируя историю» (1997) рассматривает новые проблемы и вопросы, стоящие перед постмодернистской историографией.

### Деконструкция в юридических исследованиях
Теоретики критических юридических исследований (P. M. Унгер, Р. В. Гордон, М. Дж. Горвиц, Д. Кенни и др.) рассматривают иерархию, существующую в обществе, как основной источник правовой логики и формы. Они утверждают, что закон неотделим от политики и не может быть нейтрален. Чтобы продемонстрировать неопределённость существующих правовых доктрин и законодательств, эти учёные часто применяют такие методы, как лингвистический структурализм или философскую деконструкцию. Это позволяет уточнить и сузить широкий смысл категорий и терминов в юридических текстах и речи.

### Деконструкция в архитектуре
Концепция Деррида породила новое течение в архитектуре, получившее название деконструктивизм. Для него характерны отступление от классических форм, визуальная усложнённость и асимметричность, изломанные и нарочито деструктивные формы, а также подчёркнуто агрессивное вторжение в облик города. Архитектурный деконструктивизм связан с выставкой Деконструктивистская архитектура в МОМА (Нью-Йорк) в 1988 году, которая, в свою очередь, была ориентирована на переосмысление модернизма, в частности, идей русского конструктивизма.

### Деконструкция в моде
Как явление в моде деконструктивизм сформировался в 1980-е — 1990-е годы. Складывался и развивался как часть общего интеллектуального движения, связанного с философией деконструктивизма и работами Жака Деррида. Также на развитие модной деконструкции оказала влияние архитектурная традиция. Формальными признаками деконструктивизма в костюме можно считать распадающиеся или незаконченные формы, открытую структуру одежды и асимметричное строение костюма. Деконструктивизм предполагал выявление элементов кроя во внешнем облике платья. Он стал одним из течений, которое зафиксировало возможность нестандартных решений в костюме. Основными представителями деконструктивизма в моде называют Мартина Маржелу, Йодзи Ямамото, Рей Кавакубо, Карла Лагерфельда, Энн Демельмейстер и Дриса ван Нотена.

## Деконструкция в массовой культуре
Применительно к массовой культуре термин «деконструкция» закрепился в значении ревизионизма — переосмысления традиционных или устоявшихся сюжетов и тропов. Это яркое проявление культуры постмодернизма, которая оперирует готовыми формами и художественными стилями, обращается к вечным сюжетам и темам — и сквозь призму иронии и самоиронии показывает их неестественность и неприменимость к современной реальности.
Деконструкция понимается как разбор тропа с целью лучше понять его смысл. Часто это означает выявление неизбежных в архетипической структуре тропа противоречий и доказательство его несостоятельности в другой ситуации или в реальной жизни. Простейший и самый распространённый способ применения деконструкции к тропам в произведениях массовой культуры — постановка вопроса «Какие последствия возымел бы данный троп в реальности? Какими обстоятельствами было бы обусловлено его появление?» Отдельно выделяют деконструкцию жанра, когда критической и/или иронической оценке подвергается целый набор характерных для конкретного жанра тропов, сюжетных ходов и характеров. Нередко (но не обязательно) деконструкция исходного произведения носит мрачный и даже циничный характер. Пародия может рассматриваться как форма деконструкции.